# تساهل (بلاغة)
التساهل في العبارة هو أداء اللفظ بحيث لا يدل على المراد دلالة صريحة.